# Acratopotes
En la mitología griega, Acratopotes (griego antiguo: Ἀκρατοπότης), el bebedor de vino puro, era un héroe adorado en Muniquia en Ática. Según Pausanias, quien lo llama simplemente Acrato, fue uno de los compañeros divinos de Dioniso, que fue adorado en Ática. Pausanias vio su imagen en Atenas en la casa de Polition, donde estaba fijada en la pared.